# Družbena slojevitost
Družbena slojevitost je oblika strukturiranja, ki temelji na vlogi oziroma funkciji posameznika v družbi, predvsem na poklicni delitvi dela.
Je posebna oblika družbene neenakosti, ko se na temelju enakega ali podobnega statusa oblikujejo družbene kategorije–sloje, ki so med seboj v odnosih hierarhije. Pripadnost sloju določa življenjske možnosti posameznika (kvaliteta življenja) za obnavljanje družbene slojevitosti poskrbijo temeljne družbene institucije: ekonomski, pravni, politični in izobraževalni sistem; religija; družina, zakonska zveza,… obstoječ sistem družbene slojevitosti je legitimiziran (utemeljen kot pravičen).